# Xã Dunleith, Quận Jo Daviess, Illinois
Xã Dunleith (tiếng Anh: Dunleith Township) là một xã thuộc quận Jo Daviess, tiểu bang Illinois, Hoa Kỳ. Năm 2010, dân số của xã này là 3.820 người.